# Monzón
Monzón là một thị trấn ở cộng đồng tự trị Aragon, Tây Ban Nha. Dân số thị trấn này là 17.115 người. Đô thị này nằm ở đông bắc của tỉnh Huesca, nơi giao nhau giữa sông Cinca và Sosa.

## Thành phố kết nghĩa
- Barcelona, Tây Ban Nha
- Muret, Pháp